# تارة ديشباند
تارة ديشباند (بالهندية: तारा देशपांडे؛ بالإنجليزية: Tara Deshpande) هي عارضة وممثلة هندية، ولدت في 9 ديسمبر 1975.

## وصلات خارجية
- تارة ديشباند على موقع IMDb (الإنجليزية)